# Teone di Samo
Teone di Samo (o Theon) (in greco antico: Θέων?; Samo, IV secolo a.C. – ...) è stato un pittore greco antico attivo alla fine del IV secolo a.C.

## Biografia e opere
Teone è menzionato da Quintiliano come pittore attivo al tempo di Alessandro Magno e dei Diadochi. All'epoca di Quintiliano si riteneva che Teone fosse stato capace di dare con le proprie figure un'impressione teatrale e sintetica dell'azione che intendeva rappresentare. Dipinse, in particolare, una Follia di Oreste e un Oplita all'assalto.
Di alcune sue opere riferiscono Plinio, Claudio Eliano e Plutarco; gli si attribuiscono talvolta anche le opere che Plinio riunisce sotto il nome di Theoros. In particolare Plinio ricorda che un suo ciclo definito Bellum Iliacum pluribus tabulis, con storie tratte dall'epos greco, era stato portato a Roma, e forse ispirò alcuni soggetti analoghi rinvenuti a Pompei.